# Gianni Alemanno
Giovanni Alemanno, detto Gianni (Bari, 3 marzo 1958), è un politico italiano, ministro delle politiche agricole e forestali dall'11 giugno 2001 al 17 maggio 2006 nei governi Berlusconi II e III e sindaco di Roma dal 2008 al 2013.

## Biografia
Figlio di un ufficiale dell'esercito di origini salentine a Gallipoli (Lecce), trascorre la prima infanzia seguendo gli spostamenti del padre in varie città d'Italia, finché si trasferisce definitivamente a Roma all'età di 12 anni, dove frequenta il liceo scientifico "Augusto Righi", sito nel rione Ludovisi.
Nel 1992 sposa in chiesa Isabella Rauti, figlia del segretario del MSI Pino Rauti, senatrice per Fratelli d'Italia e sottosegretario alla difesa, con la quale ha un figlio: Manfredi. Dopo 25 anni di matrimonio, nel 2017 si separa dalla moglie per fidanzarsi con Silvia Cirocchi, giornalista e allora capo della comunicazione del suo partito, il Movimento Nazionale per la Sovranità, per diventare poi portavoce del Ministro per la protezione civile e le politiche del mare nel governo Meloni Nello Musumeci. Anche quella relazione, tuttavia, è terminata.Alemanno ha una sorella, Gabriella, direttrice dell'Agenzia del territorio dal 2008 al 2012 e dal 2023 commissario della CONSOB.
Iscritto all'Ordine dei giornalisti del Lazio in qualità di giornalista pubblicista da gennaio 2001, Alemanno si laureò nel 2004 in ingegneria per l'ambiente e il territorio all'Università degli Studi di Perugia con una tesi dal titolo Prospettive di sviluppo e possibili interventi di sfruttamento delle biomasse a fini energetici.
Appassionato di alpinismo, nel 2004 è stato capo spedizione onorario nella scalata del K2 per il cinquantenario della conquista italiana della seconda vetta del mondo raggiungendo il campo base situato a 5.000 metri di quota.

## Carriera politica

### Il MSI e le contestazioni degli anni ottanta
Alemanno entra giovanissimo in politica nelle organizzazioni giovanili del Movimento Sociale Italiano (MSI), diventando segretario provinciale romano del Fronte della Gioventù (FdG), l'organizzazione giovanile del MSI. Negli anni '80 era uno dei leader della corrente rautiana del FdG, insieme a Marco Valle, Riccardo Andriani, Flavia Perina, Antonello Ferdinandi, Paola Frassinetti e Fabio Granata, che si contrapponeva a quella almirantiana guidata da Gianfranco Fini.
Nello stesso periodo, sul finire dei turbolenti anni di piombo, Alemanno fu arrestato tre volte ma venendo sempre prosciolto: la prima il 20 novembre 1981 a Roma, con l'accusa di aver partecipato, assieme ad altri quattro, all'aggressione di uno studente di 23 anni, Dario D'Andrea, durante la quale questi fu colpito alla testa da Sergio Mariani, allora segretario del FdG, che venne condannato; Alemanno invece fu prosciolto. La seconda volta nel 1982, con l'accusa di aver lanciato una molotov contro l'ambasciata dell'Unione Sovietica. Secondo altre fonti, l'arresto fu dovuto invece ad un parapiglia durante una protesta nei confronti di una legazione dell'URSS; questa lo portò a scontare 8 mesi presso il carcere di Rebibbia, ma fu poi prosciolto per non aver commesso il fatto.
Fu inoltre in quegli anni che Alemanno subì la perdita dell'amico Paolo Di Nella, ucciso da ignoti militanti di sinistra, a lui molto legato.
Nel 1988 diventa segretario del Fronte della Gioventù, succedendo a Gianfranco Fini (a sua volta eletto segretario del MSI) che lo guidava dal 1977. Il 29 maggio 1989, a Nettuno in occasione della visita in Italia dell'allora presidente degli Stati Uniti d'America, Bush, presso il cimitero militare americano, Alemanno organizzò una contromanifestazione a favore dei combattenti della RSI che, come recitava un comunicato diffuso dal FDG, dovesse essere "un monito per chi troppo facilmente dimentica il nostro passato e offende la memoria di migliaia di caduti che si sono battuti per la dignità della Patria".
Alemanno fu così arrestato (per la terza volta) insieme a altri dodici giovani missini con l'accusa di resistenza aggravata a pubblico ufficiale, manifestazione illecita e lesioni nei confronti di due poliziotti e tentato blocco di corteo ufficiale. In seguito fu prosciolto da tutte le accuse.
Per la battaglia portata avanti contro le leggi speciali antiterrorismo e le carcerazioni facili negli anni di piombo, Alemanno ebbe, per un certo periodo, anche la tessera del Partito Radicale, pur non essendo mai attivo nel suddetto partito e divergendo su molte posizioni, come l'aborto, l'anticlericalismo e le droghe leggere: «ero segretario del Fronte della Gioventù e avevo una doppia tessera, quella dell'MSI e quella dei radicali. Ci accomunavano le battaglie civili e di libertà contro gli atteggiamenti di carattere repressivo», dirà in un'intervista. Negli anni seguenti ha mantenuto sempre l'iscrizione a Nessuno tocchi Caino, l'associazione radicale contro la pena di morte.
Alemanno mantenne la carica di segretario del Fronte della Gioventù fino al 1991, caratterizzando la sua segreteria con una più spiccata linea movimentista e per la ripresa di tematiche sociali e nazionaliste, che lo portano per altro a disapprovare le posizioni assunte dal neonato partito della Lega Nord di Umberto Bossi.
Nel 1990 è stato fondatore e promotore della società di servizi "Euroservice", operativa nel campo dei servizi dell'edilizia e del lavoro giovanile, e da allora è membro onorario della Camera del commercio e dell'industria dell'Argentina.
Alle elezioni regionali nel Lazio del 1990 viene candidato tra le liste dell'MSI, venendo eletto in consiglio regionale.

### Alleanza Nazionale
Il 1994 e il 1995 sono gli anni della "svolta di Fiuggi", in cui Alemanno, insieme agli altri dirigenti del Movimento Sociale, decide di fondare Alleanza Nazionale (AN), abiurando le vecchie posizioni estremiste, in favore di una destra nazionale, liberale e conservatrice.
Alle elezioni politiche del 1994 viene candidato alla Camera dei deputati nel collegio uninominale Roma - Zona Sub. Gianicolense, sostenuto dalla coalizione di centro-destra Polo del Buon Governo, dove viene eletto per la prima volta deputato con il 46,82% dei voti. Nello stesso anno viene nominato dirigente del "Dipartimento per le politiche del volontariato e dell'associazionismo" di AN.
Alle elezioni politiche del 1996 viene rieletto alla Camera dei deputati nel proporzionale.
Fonda quindi insieme a Francesco Storace l'associazione "Area", ed è ancora oggi membro del comitato di direzione dell'omonimo mensile di attualità politica e culturale. Alemanno e Storace sono stati in AN i principali esponenti della corrente Destra sociale.
Da allora Alemanno è stato impegnato in associazioni culturali e di volontariato, ha contribuito a promuovere molte iniziative culturali e non profit, tra cui l'"Associazione culturale di Area", il gruppo ambientalista Fare Verde, l'ONG per la cooperazione internazionale Movimento comunità, l'associazione di volontariato Modavi e la Fondazione Nuova Italia.
Alle elezioni regionali nel Lazio del 2000 è stato responsabile organizzativo della campagna elettorale di Storace, candidato alla presidenza della Regione per la Casa delle Libertà, e alle elezioni amministrative del 2001 è stato responsabile del programma politico del candidato sindaco di Roma Antonio Tajani. Alle elezioni politiche del 2001 viene rieletto alla Camera nel collegio maggioritario 21 della circoscrizione Roma 1.

### Ministro delle politiche agricole e forestali

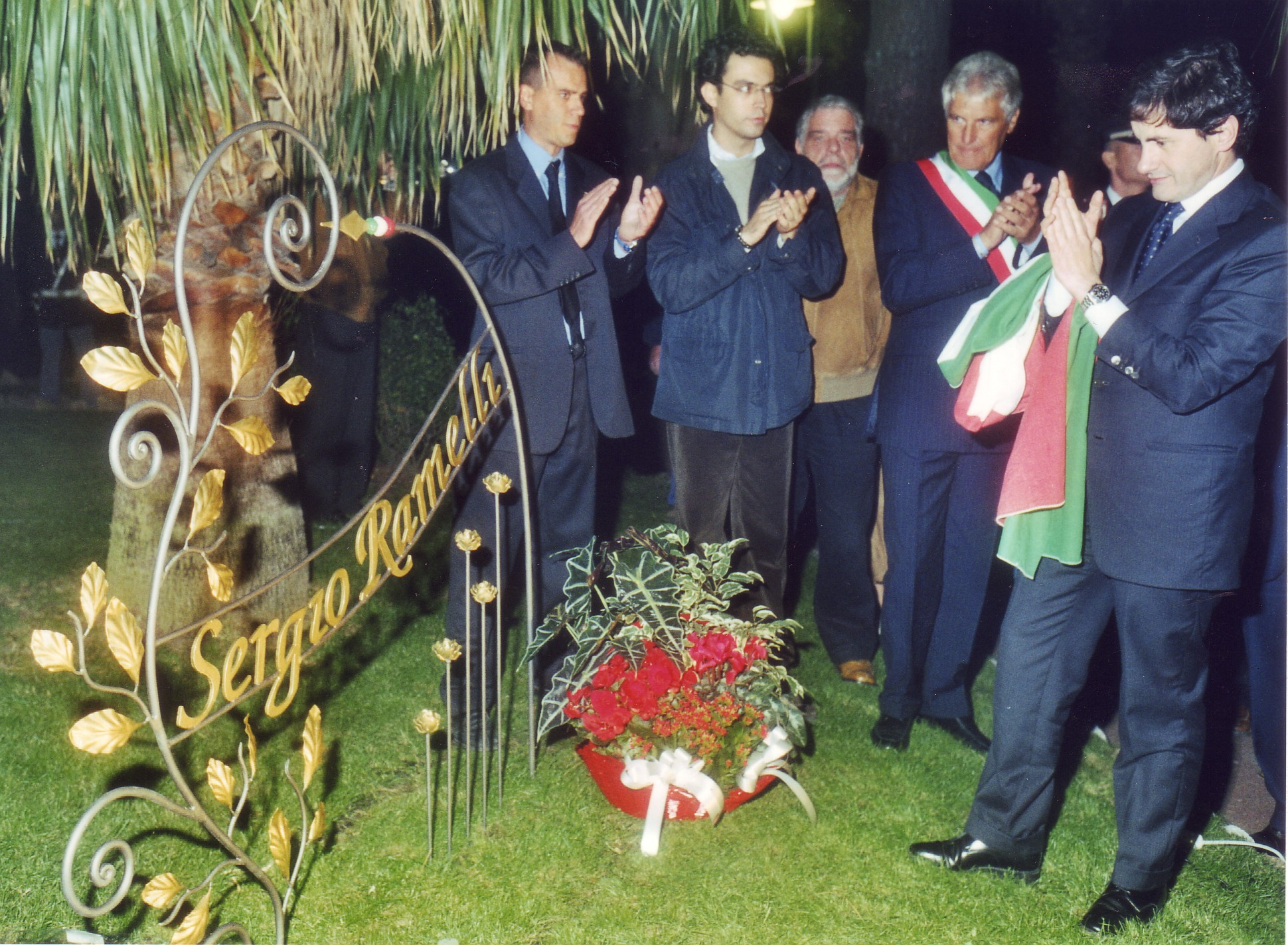
Gianni Alemanno a Ospedaletti (Imperia) nel 2002

Dal 2001 al 2006 Alemanno è stato ministro delle politiche agricole e forestali durante i Governi Berlusconi II e III. Come ministro ha portato avanti alcune battaglie ambientaliste a favore delle coltivazioni biologiche e in difesa dei prodotti nazionali. Nel 2003 ha fatto una proposta di legge per limitare la coesistenza di colture OGM e tradizionali; tale proposta è stata però ritirata dopo che l'ambasciatore statunitense in Italia ha fatto pressioni sul ministro degli affari esteri Franco Frattini e sul sottosegretario di Stato alla Presidenza del Consiglio Gianni Letta. Massimo D'Alema disse di Alemanno che era stato «il miglior ministro del governo Berlusconi».
A novembre 2003 è stato promotore e presidente della prima Conferenza euro-mediterranea sulla pesca e sulla agricoltura, in cui sono state definite nuove regole per difendere gli interessi dei pescatori e degli agricoltori.
Il 19 novembre 2004 viene nominato vicepresidente di Alleanza Nazionale, insieme ad Altero Matteoli e Ignazio La Russa, carica che ha poi abbandonato un anno dopo. Dal 2005 è presidente onorario dell'Associazione cima Giovanni Paolo II. Nel corso del 2006, in qualità di deputato, vota a favore della proposta di indulto presentata dal governo Prodi e già sollecitata dal defunto pontefice.
Alle elezioni amministrative del 2006 è stato il candidato sindaco di Roma della Casa delle Libertà, sfidante di Walter Veltroni. Alemanno raccolse il 37,1% dei voti, contro il 61,4% di Veltroni, che fu confermato sindaco.
In seguito alle dimissioni di quest'ultimo avvenute dopo neanche due anni (dovute alla candidatura di Veltroni alla presidenza del consiglio), Alemanno è stato riproposto come candidato sindaco di Roma dal neonato partito del Popolo della Libertà.

### Sindaco di Roma

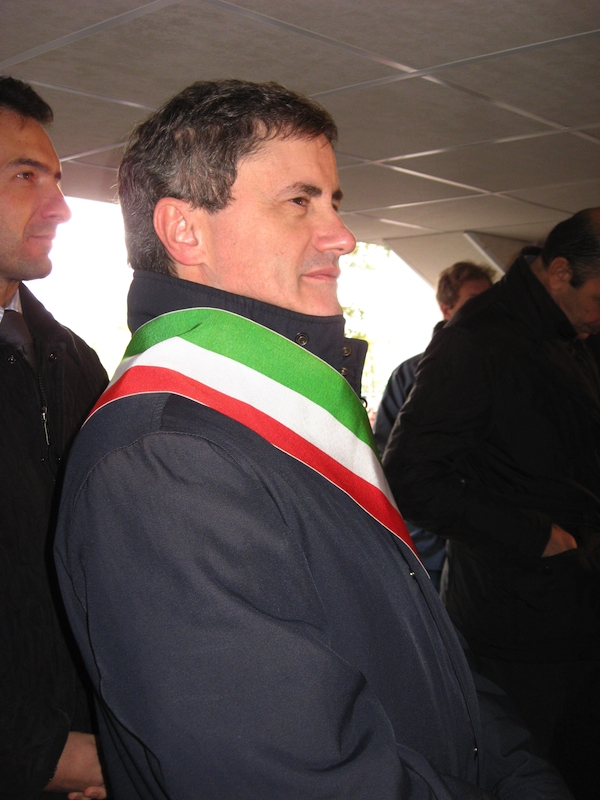
Gianni Alemanno con la fascia tricolore

Per la seconda sua candidatura a sindaco ha ricevuto l'appoggio delle seguenti liste: il Popolo della Libertà, il Popolo della vita, il Partito Repubblicano Italiano, La voce dei Consumatori, il Movimento per le Autonomie, e una Lista Civica per Alemanno.
Svolgendo una campagna elettorale all'insegna del cambiamento, Alemanno ha titolato i suoi manifesti elettorali "Roma Cambia", e ha sottoscritto insieme ad Alfredo Antoniozzi (candidato per la provincia di Roma) e agli altri dirigenti del Popolo della Libertà un "patto con Roma" basato su 16 punti da realizzare in caso di elezione.
Il 13 e 14 aprile 2008 si è tenuto il primo turno delle elezioni amministrative, dove ha ottenuto il 40,7% dei voti, raggiungendo il ballottaggio contro il candidato del Partito Democratico, Francesco Rutelli. Per il secondo turno Alemanno non ha chiesto apparentamenti ufficiali con la Destra di Francesco Storace o con l'UDC, ma ha chiesto ai cittadini un voto "secondo coscienza". Il dirigente de La Destra Storace ha comunque deciso di sostenere Alemanno anche senza un apparentamento ufficiale. A sostegno di Alemanno si sono schierati anche il candidato sindaco della Rosa Bianca Mario Baccini, il leader del Movimento Idea Sociale Pino Rauti, il Fronte Verde Ecologisti Indipendenti e numerosi consiglieri municipali dell'Unione Democratica di Centro.
Il 24 aprile, agli sgoccioli della campagna elettorale per il ballottaggio, Alemanno ha visitato la Moschea di Roma per un incontro ufficiale con la comunità musulmana capitolina. L'incontro è stato molto apprezzato poiché è stato il primo nella storia con un candidato sindaco a Roma. Durante il breve incontro Alemanno ha sottolineato il suo impegno per il rispetto reciproco delle identità e ha proposto trasporti pubblici più efficienti per il centro islamico e corsi di italiano dentro la moschea, «perché la lingua è la base dell´integrazione».
Al ballottaggio tenutosi il 28 aprile 2008 è stato eletto con 783.225 voti su 1.459.697, il 53,656 % del totale dei voti validi. Subito dopo l'elezione Alemanno ha dedicato la vittoria a Gianfranco Fini e al dirigente di AN Tony Augello prematuramente scomparso. I festeggiamenti per l'avvenuta vittoria di Alemanno a sindaco sono stati al centro di alcune polemiche da parte di avverse forze politiche a causa della presenza di qualche decina di manifestanti che hanno esultato con saluti romani ed esibizione di croci celtiche ma il neoeletto Sindaco ha poi preso le distanze da tali manifestanti dichiarando la sua intenzione di collaborare con i dirigenti di tutte le comunità etniche e religiose presenti nelle capitale.
Il 14 aprile 2008 Alemanno, che era stato anche riconfermato deputato nel collegio Lazio1 nella lista del PdL, decide di rinunciare alla carica di parlamentare per dedicarsi a tempo pieno alla città di Roma.
Nei primi giorni di maggio 2008, Alemanno, appoggiato dal critico d'arte Vittorio Sgarbi, ha ribadito l'intenzione, già espressa in campagna elettorale, di smantellare la teca dell'Ara Pacis, oggetto di polemiche perché ritenuta in contrasto con l'ambiente circostante, e per il fatto che la costruzione dell'opera sarebbe stata assegnata unilateralmente all'architetto newyorkese Richard Meier. Alemanno ha comunque tenuto a precisare che non si tratta di una priorità, e che eventualmente sottoporrà la decisione a referendum. D'accordo con l'architetto si è quindi deciso di procedere all'abbattimento di un muro copri visuale, realizzando un parco attorno al monumento.
Dal 2008 Alemanno ricopre il ruolo di Presidente del Consiglio dell'Associazione Nazionale Comuni Italiani.

#### Provvedimenti principali

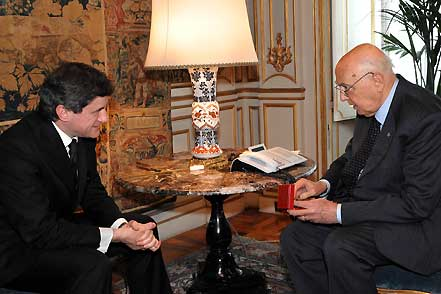
Gianni Alemanno con il Presidente della Repubblica Giorgio Napolitano.

All'inizio del mandato Alemanno ha incontrato i rappresentanti dei rom italiani, affermando di essere rimasto molto colpito dal degrado presente nei campi nomadi, ribadendo l'intenzione di chiudere quelli non autorizzati e di voler nominare un commissario straordinario per l'immigrazione, commissario che verrà trovato nella persona del prefetto Carlo Mosca, sostituito in seguito da Giuseppe Pecoraro. Per cercare di garantire la sicurezza in città è stata quindi fatta richiesta, d'accordo col ministro dell'interno Roberto Maroni, di trecento militari per presidiare i quartieri e le stazioni periferiche, che sono poi divenuti operativi nell'agosto 2008. Un'altra decisione presa da Alemanno in materia di sicurezza ha riguardato la dotazione di armi da fuoco per i vigili urbani (salvo i casi di obiezione di coscienza), a seguito di un accordo raggiunto con tutte le sigle sindacali della polizia municipale che hanno espresso la loro soddisfazione per una decisione attesa da trentacinque anni.
Il 5 giugno 2008, intanto, il sindaco ha dato il via ai lavori per il completamento della nuova tangenziale Est a Tiburtina, un progetto di cui si parlava da vent'anni e da lui definito "ambizioso".
Nel giugno dello stesso anno Alemanno ha reso nota l'esistenza di un grave indebitamento del Comune di Roma, ammontante a circa 8,1 miliardi di euro, che sarebbe stato ereditato dalla precedente amministrazione veltroniana. Per farvi fronte, il governo nazionale ha emesso un assegno di 500 milioni volti a coprire i conti scoperti, e ha nominato lo stesso Alemanno "commissario per il monitoraggio del deficit capitolino". La cifra citata da Alemanno è stata poi ridotta dall'agenzia di rating Standard & Poor's del 20% circa, a 6,9 miliardi di euro.
A luglio 2008 il sindaco ha invitato l'ex presidente del consiglio Giuliano Amato a presiedere la Commissione per lo sviluppo di Roma Capitale, una sorta di "Commissione Attali" per Roma. Si tratta di una commissione bipartisan da lui voluta, una sorta di laboratorio d'idee per ridisegnare il volto della Capitale. L'ex ministro Giuliano Amato ha inizialmente accettato l'incarico, ma poi ha deciso di rinunciare a seguito di alcune polemiche che hanno investito il sindaco in occasione della ricorrenza dell'8 settembre circa il giudizio da lui dato sul fascismo.
Alemanno ha infatti affermato che il movimento non fu il «male assoluto» a differenza delle Leggi razziali promulgate dal regime fascista in Italia nel 1938, scindendo i due fenomeni. Le reazioni furono soprattutto da parte della comunità ebraica di Roma, che affermò che le leggi razziali suddette furono appunto emanate dal regime fascista, e da esponenti del Partito Democratico, in particolare l'ex sindaco Veltroni che, in segno di protesta, presentò le proprie dimissioni dalla Fondazione Museo della Shoah ritenendo inaccettabile sedere al tavolo con chi aveva espresso certe parole, ritirandole però pochi giorni dopo. Alemanno tornò in parte sulle sue parole affermando che voleva omaggiare chi morì aderendo in buona fede al fascismo senza dimenticare la condanna alla realtà storica del movimento, da lui definito più «complesso». Il Sindaco inoltre affermò che la polemica è stata più derivata dai titoli dei giornali che dalle sue affermazioni ufficiali. Questa commissione per il futuro di Roma Capitale è presieduta da Antonio Marzano. In un viaggio ad Auschwitz, insieme agli studenti delle scuole superiori, Alemanno ha ribadito la sua netta condanna di ogni totalitarismo, delle violenze fasciste, naziste e staliniane, garantendo un incremento dei cosiddetti "viaggi della Memoria" da parte delle scolaresche romane.
Il 17 novembre 2008 Alemanno ha quindi dato il via libera al progetto di un Museo della Shoah che dovrà sorgere nel parco di Villa Torlonia: un parallelepipedo nero su cui saranno incisi i nomi degli ebrei italiani deportati nei campi di concentramento nazisti. Il presidente della comunità ebraica Riccardo Pacifici ha elogiato il Sindaco per aver accelerato i tempi della progettazione, e per averne dato annuncio proprio nel giorno del settantesimo anniversario dalla promulgazione delle leggi razziali in Italia.
L'11 settembre dello stesso anno, la giunta Alemanno ha stabilito di spostare in un altro luogo la costruzione di un parcheggio multi-piano al Pincio, deciso dalla precedente amministrazione veltroniana ma che era stato oggetto di numerose contestazioni da parte di ambientalisti, archeologi e uomini di cultura.
Altri provvedimenti di rilievo della giunta Alemanno sono stati: un'ordinanza contro la prostituzione nelle strade, il tentativo di ricapitalizzare l'azienda dei rifiuti Azienda Municipale Ambiente (AMA) ridefinendone il ruolo, il censimento e lo smantellamento di sei campi nomadi (tra cui il Casilino 900) allestendo presidi di vigilanza per garantire vaccinazioni e scolarizzazione ai bambini rom, e per espellere gli irregolari.
Il 9 febbraio 2009 Alemanno ha conferito la cittadinanza onoraria di Roma al Dalai Lama, capo spirituale del popolo tibetano e nel luglio dello stesso anno anche al soldato israeliano Gilad Shalit, all'epoca prigioniero di gruppi combattenti palestinesi.
Nel marzo 2009 Alemanno ha ricevuto come ospite in Campidoglio papa Benedetto XVI.
Dal settembre 2009 celebra ogni anno la scomparsa in Libano nel 1980 dei due giornalisti italiani Graziella De Palo e Italo Toni, ai quali intitola due viali in villa Gordiani, nel quadro di riqualificazione della stessa, dedicando loro la S. Messa in Santa Maria in Ara Coeli ed il concerto d'apertura della stagione dell'Accademia Nazionale di Santa Cecilia nell'Auditorium Parco della Musica. In particolare, nel 2009 intervenne in Campidoglio al Convegno internazionale Graziella e Italo: una giornata per non dimenticare, mentre nel 2011 ospitò per un intervento Massimo D'Alema, all'epoca Presidente del Comitato per la Sicurezza della Repubblica, nel punto di confluenza, a Villa Gordiani, dei viali Graziella De Palo e Italo Toni, dove venne piantato un albero di olivo, simbolo auspicante la Pace in Medio Oriente.
A maggio 2012, Alemanno ha patrocinato una marcia antiabortista a Roma.
Nell'agosto è stato poi approvato dall'assemblea Capitolina il "quoziente familiare", introdotto da Alemanno per bilanciare la tassa dei rifiuti in base alla situazione economica, al numero di componenti, ad eventuali oneri sanitari, delle famiglie.
Sul finire del mandato, è stato approvato lo Statuto di Roma Capitale.

### Dal PdL a Fratelli d'Italia
Si ricandida alle elezioni comunali come sindaco di Roma, non risultando vincente, e il 12 giugno 2013 lascia l'incarico al neoeletto Ignazio Marino del PD.
Il 9 ottobre 2013 ufficializza il suo abbandono del PdL, per "mancanza di democrazia interna", e fonda il movimento Prima l'Italia, che confluisce in Fratelli d'Italia - Alleanza Nazionale, di cui diventa membro dell'Ufficio di presidenza e per cui si candida alle elezioni europee del 2014 nella circoscrizione Italia meridionale, ottenendo 44.834 preferenze, ma FdI non raggiunge il quorum e non viene eletto.

### Da Azione Nazionale al MNS e il rientro in Fratelli d'Italia
A novembre 2015 è tra i fondatori con Roberto Menia e Giuseppe Scopelliti del movimento Azione Nazionale. Nel giugno 2016 insieme a Storace sostiene l'imprenditore Alfio Marchini come candidato sindaco di Roma ma risulterà fallimentare.
Il 12 gennaio 2017 con Storace annuncia l'indizione di un Congresso e di una costituente per arrivare alla fusione di Azione Nazionale e de La Destra in un Polo Sovranista.
Il 18 febbraio confluiscono nel nuovo partito Movimento Nazionale per la Sovranità. Alemanno è eletto Segretario all'unanimità dai 1 500 delegati al congresso fondativo al Marriott Park Hotel di Roma. Nello stesso congresso Storace è eletto all'unanimità Presidente del Movimento. L'anno seguente Storace lascia il partito perché sostiene il sindaco di Amatrice Sergio Pirozzi alle regionali nel Lazio mentre Alemanno appoggia il candidato della coalizione di centro-destra Stefano Parisi. Nel frattempo alle politiche il MNS elegge un senatore nelle liste della Lega e discreti risultati vengono raggiunti successivamente alle regionali in Molise con una propria lista e in Abruzzo dove tra le file della Lega riesce a eleggere tre consiglieri. Il 4 marzo 2019 Alemanno rimette il suo incarico da Segretario dopo la condanna in primo grado per il processo di Mafia Capitale. Il 7 dicembre dello stesso anno il partito confluisce in Fratelli d'Italia di Giorgia Meloni. In occasione delle elezioni regionali del settembre 2020 sostiene i candidati di FdI in Liguria e Puglia.

### Rottura con Fratelli d’Italia
Membro del CdA della Fondazione AN e responsabile del Terzo settore dell'Asi, ente di promozione sportiva, a settembre 2022 Alemanno, dopo aver provato a rappresentarne la minoranza interna, rompe con FdI e appoggia Italexit di Gianluigi Paragone alle elezioni politiche di quell'anno. Quindi si schiera contro la guerra in Ucraina diventando portavoce del comitato "Fermare la guerra" e alle elezioni regionali nel Lazio del 2023 sostiene Luciano Crea, unico eletto della lista civica di Francesco Rocca che si aggiunge agli altri alemanniani Marco Mastacchi eletto in Emilia Romagna con Rete Civica e Giacomo Rossi eletto nelle Marche con Civici Marche. Nello stesso periodo esce il suo libro Fermare la Guerra. L'Italia protagonista per la pace in Europa e partecipa a diverse iniziative con l'obiettivo di costruire un fronte congiunto contro la guerra in Ucraina. A fine luglio ad Orvieto, luogo storico degli incontri della destra sociale, si tiene il "Forum dell'indipendenza italiana", promosso da più di 30 associazioni e movimenti riuniti attorno al ”Comitato fermare la guerra" per costruire un nuovo "movimento per l'Italia" dopo la svolta atlantista impressa dal Presidente del Consiglio Giorgia Meloni a Fratelli d'Italia; viene contestato non solo lo schieramento sulla guerra, ma anche l'allineamento con la UE e la NATO, l'incapacità di frenare i flussi migratori, i rischi di divisione dell'Italia con l'autonomia differenziata, alcune scelte economiche cosiddette "liberiste" e la sottovalutazione dell'immaginario rischio di un pass sanitario mondiale imposto dall'OMS. Tra coloro che intervengono ci sono anche gli europarlamentari leghisti Antonio Rinaldi e Marco Zanni, gli ex deputati Simone Pillon e Fabrizio Di Stefano, l'ex sottosegretario Luciano Barra Caracciolo, il sottosegretario Vittorio Sgarbi, i generali Marco Bertolini e Leonardo Tricarico, il filosofo Diego Fusaro e il giornalista Francesco Borgonovo.

### La nascita di Indipendenza!
Il percorso iniziato con il Comitato fermare la guerra e continuato col Forum dell’indipendenza italiana porta tra il 25-26 novembre 2023 alla nascita del suo nuovo partito chiamato Indipendenza!, di cui sarà segretario e verrà affiancato dall’ex leader di CasaPound Simone Di Stefano, come vicesegretario, l'ex sottosegretario al Mise Michele Geraci e gli ex deputati AN Fabio Granata, Marcello Taglialatela, come vicesegretario vicario, Michele Rallo e Francesco Bevilacqua. A fine gennaio Alemanno partecipa al congresso fondativo di Democrazia Sovrana e Popolare. Nei mesi seguenti, sfumata l'ipotesi di aderire alla lista Libertà per le elezioni europee promossa da Cateno De Luca di Sud chiama Nord e data l'impossibilità di candidarsi in prima persona in attesa della riabilitazione, fornisce supporto al partito di Marco Rizzo nella raccolta firme per le elezioni europee di giugno e sostiene il suo candidato Daniele Giovanardi (1,4%) alle elezioni comunali di Modena; insieme a Rizzo sostiene anche Patrizio Sgarra a Giaveno (1,59%) mentre a Bari il partito di Alemanno ha alcuni candidati nella lista Riprendiamoci il futuro - Noi Moderati (1,04%) a sostegno del candidato sindaco leghista Fabio Romito. Complessivamente il partito di Alemanno si presenta in 54 comuni e in 7 di questi con la propria lista come a Firenze (0,22% con Il Popolo della Famiglia), Vibo Valentia (2,79%) e Sanremo (1,2%) per i candidati sindaco Andrea Asciuti, Roberto Cosentino ed Erica Martini. A fine luglio si tiene di nuovo il Forum di Orvieto che vede come ospiti, tra gli altri, i leghisti Massimiliano Romeo e Roberto Vannacci, l'economista Jeffrey Sachs, lo storico Franco Cardini, l'ex ministro Stefano Patuanelli oltre a diversi membri di Indipendenza! e Democrazia Sovrana e Popolare. Alle regionali in Liguria di ottobre il partito di Alemanno si presenta con il proprio candidato Alessandro Rosson che tuttavia si piazza ultimo con lo 0,28%. Alle comunali di maggio 2025 Indipendenza! ottiene il suo primo sindaco, Angelo Toni, dirigente nazionale del partito, nel comune di Contigliano.

## Procedimenti giudiziari

### Vicenda Parmalat
Oltre ai sopraccitati arresti in età giovanile conclusisi con proscioglimento, durante la sua permanenza presso il Ministero delle politiche agricole e forestali, Alemanno è stato coinvolto marginalmente nello scandalo Parmalat.
Alla fine del 2001, la Parmalat pubblicizza un latte rappresentato come fresco quando, in realtà, è imbottigliato a Gransee anche settimane prima della vendita. I produttori di latte insorgono e così il ministero multa la Parmalat, riconoscendo le loro ragioni. A quel punto, Tanzi si rivolge a Romani Bernardoni, suo braccio destro per quel che riguarda il rapporto con la politica, incaricando di contattare Alemanno. Il 13 marzo del 2002, Alemanno diffida la Parmalat alla distribuzione, ma allo stesso tempo istituisce una commissione, assieme al ministro della salute, Girolamo Sirchia, col compito di studiare il caso. Il 17 maggio, la commissione approva il procedimento di microfiltraggio, trattamento alla base del latte contestato, e ne dà il via libera per decreto e, nel febbraio del 2003, il latte ottiene la lunga scadenza di 11 giorni. Dopo lo scoppio dello scandalo, però, Alemanno torna sulle sue decisioni e dichiara il 22 maggio del 2004 che il latte non può più essere utilizzato. Tanzi, dopo il suo arresto nel gennaio del 2004, dichiarò di «aver erogato somme di denaro» ad Alemanno, attraverso Enrico La Loggia, all'epoca ministro per gli affari regionali affinché «intervenisse presso di lui". Gli inquirenti scoprono un finanziamento di 85000 € dalla Parmalat, sotto forma di pubblicità alla rivista Area. Tanzi, però, minimizzerà l'episodio, dichiarando, testualmente, che la questione «non ha alcuna attinenza con la politica», ed escludendo qualsiasi ipotesi di corruzione.
Gli inquirenti, però, scoprono che Alemanno, durante il Natale del 2002 è stato in vacanza, assieme alla moglie ed al figlio, a Zanzibar per un costo, non saldato, di 14253 €. La Guardia di Finanza giudica, in particolare, sospetta la data di partenza del 28 dicembre del 2002, in quanto coincidente con il termine dei lavori della «seconda commissione sul latte microfiltrato», che diede poi il via libera alla commercializzazione del latte. Pietro Tanzi, segretario particolare del patron della Parmalat, però, affermò che l'aereo privato venne fornito ad Alemanno, a spese della Parmalat perché quest'ultimo si era infortunato e necessitava di un rapido intervento chirurgico». Inoltre, la Guardia di Finanza scopre che il 1º marzo del 2003 anche la segretaria particolare dell'allora ministro, Alessandra Lippiello, non avrebbe saldato un conto di 3900 € per una vacanza alle Seychelles.
Alemanno, sentito dalla Procura di Parma come testimone, assicurò la regolarità dell'intera faccenda, dichiarando di non aver "intrattenuto con Tanzi relazioni particolari". Il 23 settembre del 2005, Alemanno viene ascoltato come indagato dal Tribunale dei ministri. Gli inquirenti gli chiesero come mai scelse due consulenti della Parmalat in qualità di esperti per la valutazione del latte microfiltrato, ed Alemanno rispose che «furono selezionati in base a un'istruttoria fatta dagli uffici» e «che fossero consulenti Parmalat noi non sapevamo sicuramente, tutti ignoravamo questa cosa, credo che la contestazione vada rivolta a loro». A proposito della visita medica fatta a Parma con l'aereo, Alemanno dichiarò che «rientra negli atteggiamenti amicali» e che «avendo avuto un trauma a una mano, lui si offrì», e che «non avevo una nozione precisa di chi fosse la proprietà dell'aereo».
Il Tribunale dei ministri decide di prosciogliere definitivamente Alemanno.

### Corruzione e finanziamento illecito
Il 2 dicembre 2014 viene indagato con l'accusa di concorso esterno in associazione mafiosa, corruzione aggravata e finanziamento illecito nell'ambito dell'inchiesta di Mafia Capitale riguardante le infiltrazioni di un'organizzazione mafiosa che avrebbe fatto capo a Massimo Carminati, ex NAR e Banda della Magliana arrestato insieme ad altre 27 persone, nel tessuto imprenditoriale, politico ed istituzionale della città, attraverso un sistema corruttivo finalizzato ad ottenere l'assegnazione di appalti e finanziamenti pubblici dal Comune e dalle aziende municipalizzate, con interessi anche nella gestione dei centri di accoglienza degli immigrati e nel finanziamento di cene e campagne elettorali tra cui appunto quella dell'ex sindaco Alemanno. Tra gli arrestati e tra gli indagati figurano parecchi dirigenti pubblici nominati dallo stesso Alemanno o comunque persone vicine a lui e già coinvolte nello scandalo Parentopoli come Franco Panzironi nell'Azienda Municipale Ambiente e segretario della fondazione di Alemanno, Riccardo Mancini, amministratore di EUR SpA e tesoriere della campagna del 2008, Fabrizio Franco Testa in ENAV-Techno Sky, nonché alcuni componenti della giunta del predecessore di Alemanno Walter Veltroni. Luca Odevaine, il gestore dell'accoglienza dei migranti anch'egli indagato, in una conversazione con un collaboratore e il responsabile di una coop, accusa Alemanno e il figlio di aver fatto quattro viaggi in Argentina con valigie piene di soldi; i Ros hanno verificato un solo viaggio avvenuto in occasione di un Capodanno non trovando riscontri.
Alemanno scrive a Giorgia Meloni, leader del suo partito Fratelli d'Italia, e si sospende dagli incarichi per evitare strumentalizzazioni fino a quando la sua posizione non sarà pienamente e positivamente chiarita ammettendo errori nella scelta della sua squadra ai tempi in cui era sindaco.
Il 15 aprile 2015 ha modo di difendersi davanti alla Commissione parlamentare antimafia e davanti ai giornalisti declinando ogni responsabilità e dichiarando che non ha mai conosciuto Carminati e che rifarebbe il sindaco.
Il 18 dicembre 2015 viene rinviato a giudizio per i reati di corruzione e finanziamento illecito ai partiti. Secondo l'accusa Alemanno avrebbe ricevuto centoventicinquemila euro dal ras delle cooperative Salvatore Buzzi.
Il 7 febbraio 2017 il gip Flavia Costantini decide di archiviare l'accusa di concorso esterno in associazione mafiosa. Rimane in piedi l'accusa di corruzione e finanziamento illecito.
Massimo Carminati durante l'udienza del 30 marzo 2017 esclude categoricamente che Salvatore Buzzi possa aver dato soldi in nero ad Alemanno e che "se Buzzi glieli avesse dati certamente me l'avrebbe detto". La settimana seguente Carminati in aula nega di aver mai conosciuto Alemanno.
Il 10 gennaio 2018 inizia il processo per corruzione. L'8 febbraio 2019 la Procura di Roma chiede una condanna a 4 anni e mezzo e 6 mesi per finanziamento illecito, più l'interdizione perpetua dai pubblici uffici e la confisca di 223.500 €, l'equivalente dell'importo che secondo il PM tra il 2012 e il 2014 sarebbe finito alla fondazione di Alemanno, ritenuto "l'uomo politico di riferimento dell'organizzazione Mafia Capitale". Il 25 febbraio seguente viene invece condannato dalla seconda sezione penale del Tribunale di Roma a 6 anni di reclusione ed alla confisca di 298500 €; inoltre per due anni non potrà contrattare con la pubblica amministrazione e risulterà interdetto per tutta la durata della pena. Il giudice penale ha altresì condannato Gianni Alemanno a risarcire il danno cagionato sia ad Ama che a Roma Capitale, da liquidarsi in sede civile, fissando una provvisionale di 50 000 euro a favore di entrambi gli enti danneggiati.
Il 23 ottobre 2020 la condanna a 6 anni viene confermata in appello; il sostituto procuratore generale aveva chiesto però 3 anni e 6 mesi di reclusione.
L'8 luglio 2021 il sostituto procuratore generale della Cassazione ha chiesto ai giudici di confermare la condanna a sei anni di reclusione, chiedendo un nuovo processo in merito alle pene accessorie. I giudici tuttavia hanno annullato senza rinvio le accuse per corruzione ed hanno deciso un nuovo processo di appello per rideterminare la pena, riqualificando il reato in traffico di influenze per la vicenda dello sblocco dei pagamenti di EUR Spa.
Il 18 febbraio 2022 nell'appello bis ordinato dalla Cassazione per rideterminare la pena, è stato condannato a un anno e dieci mesi di reclusione per traffico d'influenze dai giudici della IV sezione penale della Corte d’Appello di Roma, pena poi commutata in lavoro socialmente utile presso la struttura SoSpe-Solidarietà e Speranza di suor Paola D'Auria. In seguito a trasgressioni nel rispetto di tale pena alternativa, sconta dal 31 dicembre 2024 un residuo di pena nel carcere di Rebibbia. Il 28 gennaio 2025 il Tribunale di Sorveglianza, non riconoscendo i quattro mesi svolti ai servizi sociali svolti da Alemanno tra il novembre del 2023 e il febbraio del 2024, conferma che il politico deve scontare il residuo di un anno e dieci mesi di reclusione in carcere data la "gravissima e reiterata violazione delle prescrizioni imposte".

### Finanziamento illecito
Il 23 marzo 2015 viene rinviato a giudizio insieme ad altre sette persone per la vicenda di un presunto finanziamento illecito ricevuto per le elezioni regionali nel Lazio del 2010 che sarebbe stato mascherato da un falso sondaggio a favore della lista di Renata Polverini. Al riguardo Alemanno dichiara:"Io non ho mai sollecitato o ricevuto un finanziamento illecito, questa è una vicenda marginale di cui non potevo verificare gli adempimenti di legge, perché non riguardava una mia campagna elettorale". Il processo è iniziato il 5 luglio 2016 davanti al giudice monocratico Mucari. Il 28 maggio 2018, il processo è finito in prescrizione.

### Il caso delle nomine
Indagato insieme al suo successore Ignazio Marino in merito ai presunti illeciti legati alle procedure di nomine dirigenziali in Campidoglio in violazione del Testo Unico degli Enti Locali, il 28 settembre 2017 la Procura di Roma chiede l'archiviazione perché il fatto non sussiste.

### Abuso d'ufficio
Accusato di abuso d'ufficio per la gestione e l'affidamento dell'Ippodromo delle Capannelle, nel gennaio 2020 la sua posizione, e quella di alcuni esponenti della sua giunta, viene archiviata su richiesta del PM Erminio Amelio.

### Danno erariale
Nell'estate del 2020, insieme all'ex assessore all'ambiente Marco Visconti e altri due dirigenti del settore, viene assolto con formula piena dalla Corte dei Conti per il presunto danno erariale di 1.351.713 euro in relazione al piano rifiuti di Roma.

### Querele
Ad aprile 2013, ancora sindaco di Roma e quindi prima dello scandalo di Mafia Capitale, sporge querela per diffamazione nei confronti del programma Rai Report per la puntata intitolata Romanzo Capitale che ha come tema l'inchiesta della procura sulle tangenti filobus che ha portato all'arresto di Riccardo Mancini, ex AD di Eur Spa e ritenuto vicino ad Alemanno, il sistema dei subappalti per la linea C della metro di Roma, gli interessi della nuova Banda della Magliana, i numerosi consulenti del comune ed i debiti delle municipalizzate.
A dicembre 2014 querela l'allora sindaco di Roma Ignazio Marino per aver dichiarato: "Ci sarà qualcuno che nel nostro partito ha sbagliato, ma l'impianto criminale nasce nella destra di Alemanno". Alemanno presenta pure un'interrogazione consiliare "per chiedere come mai si sia svolta un'assemblea di partito dentro un centro culturale di proprietà del comune". A giugno seguente querela ancora Marino in merito ad una presunta telefonata in cui Alemanno gli avrebbe indicato, a suo dire, due nomi per i consigli di amministrazione.
Nel settembre 2017 querela la Rai per il docufilm I mille giorni di Mafia Capitale poiché "ha chiaramente travisato i fatti in modo tendenzioso, ignorando le risultanze della sentenza del processo su Mafia Capitale e il proscioglimento da ogni reato associativo che è stato richiesto ed ottenuto nei miei confronti dalla procura di Roma" chiedendo inoltre ai parlamentari della Commissione di Vigilanza Rai di presentare un'interpellanza al riguardo.

## Opere
- Intervista sulla destra sociale, con Angelo Mellone, 2002. ISBN 88-317-8082-4
- Il partito della nazione, 2014. ISBN 88-755-7436-7